# Tyger Drew-Honey
Lindzi James Tyger Drew-Honey, conhecido profissionalmente como Tyger Drew-Honey (Surrey, 26 de janeiro de 1996), é um ator e músico inglês, mais conhecido por seu papel como Jake Brockman na sitcom Outnumbered.

## Carreira

### Televisão
Entre 2007 e 2014, Drew-Honey atou como Jake Brockman na comédia britânica Outnumbered. Outros papéis incluem The Armstrong and Miller Show e Doctors. Ele co-apresentou a série Friday Download pela CBBC de 2011 até 2012. Ele atou cono Mr. Lovett em The Ministry of Curious Stuff para a CBBC e atualmente desempenha o papel de Dylan em Cuckoo, pela BBC Three (2012–presente).
Ele fez mais de 200 voice-overs para a televisão e o rádio, inclusive para a Red Bull e Dell, e foi a voz de Lester Large na série infantil The Large Family. Em 2014, ele começou a apresentar sua própria série de documentário na BBC Three, intitulada Tyger Takes On..., abordando assuntos relacionados a sexualidade e o sexismo.
Em 2015, apareceu na série 24 Hours in the Past. Ele também fez participações especiais em Citizen Khan, Midsomer Murders e Death in Paradise. Em 2016, ele participou da série Celebs Go Dating.

### Cinema
Em 2011, Drew-Honey estrelou como Stuck-Up Steve no filme Horrid Henry: The Movie e teve um papel no filme de 2015, Up All Night.

### Música
Em outubro de 2011, Drew-Honey, juntamente com Daniel Roche e Ramona Marquez, arrecadaram fundos para a campanha de caridade Children in Need da BBC. Um videoclipe musical abordando o assunto foi lançado no YouTube em novembro de 2011. Drew-Honey é baterista, ele começou a tocar com sete anos de idade e também toca violão e teclado.

## Filmografia

### Cinema
| Ano  | Filme                   | Personagem     |
| ---- | ----------------------- | -------------- |
| 2011 | Horrid Henry: The Movie | Stuck-Up Steve |
| 2015 | Up All Night            | Caleb          |

### Televisão
| Ano             | Título                        | Personagem        | Notas                                |
| --------------- | ----------------------------- | ----------------- | ------------------------------------ |
| 2007            | The Large Family              | Lester Large      | 2ª temporada                         |
| 2007–10         | The Armstrong and Miller Show | Diversos          | 1–3ª temporada                       |
| 2007–2014; 2016 | Outnumbered                   | Jake Brockman     | Todos os episódios                   |
| 2009            | Doctors                       | Tom Barry         | Episódio "Much Ado About Something"  |
| 2011–13         | Friday Download               | Ele mesmo         |                                      |
| 2012            | The Magicians                 | Ele mesmo         | 1° episódio                          |
| 2012            | Threesome                     | Chris Silverson   | 1° episódio                          |
| 2012—           | Cuckoo                        | Dylan Thompson    | 1–3ª temporada                       |
| 2012–13         | The Ministry of Curious Stuff | Mr. Lovett        | 1–2ª temporada                       |
| 2014            | Midsomer Murders              | Ferdy Linklater   | 1° episódio                          |
| 2014            | Sweat the Small Stuff         | Ele mesmo         | 7° episódio                          |
| 2014            | Virtually Famous              | Ele mesmo         | 1° episódio                          |
| 2014—presente   | Tyger Takes On...             | Ele mesmo         |                                      |
| 2015–16         | Citizen Khan                  | Richard 'Scab'    | 4° episódio da 5ª temporada          |
| 2015            | 24 Hours in the Past          | Ele mesmo         | Participação                         |
| 2015—           | Scream Street                 | Luke Watson (voz) | Todos os episódios                   |
| 2016            | Click                         | Ele mesmo         | Participação especial no 1° episódio |
| 2016            | The Chase                     | Ele mesmo         | 1° episódio                          |
| 2016            | Celebs Go Dating              | Ele mesmo         | Participação                         |
| 2016            | Celebrity Mastermind          | Ele mesmo         | 1° episódio                          |

### Rádio
| Ano  | Título                                 | Personagem    | Notas       |
| ---- | -------------------------------------- | ------------- | ----------- |
| 2010 | All the Blood in My Veins              | Paolo         | BBC Radio 4 |
| 2012 | Mr. Blue Sky                           | Robbie Easter | BBC Radio 4 |
| 2013 | The High Lodge of Revelatory Pleasures | Tristan       |             |
| 2017 | Blue                                   | Blue          |             |

## Prêmios e indicações
| Ano  | Prêmio                | Categoria                  | Resultado |
| ---- | --------------------- | -------------------------- | --------- |
| 2009 | British Comedy Awards | Melhor Revelação Masculina | Indicado  |